# Robert Fegg

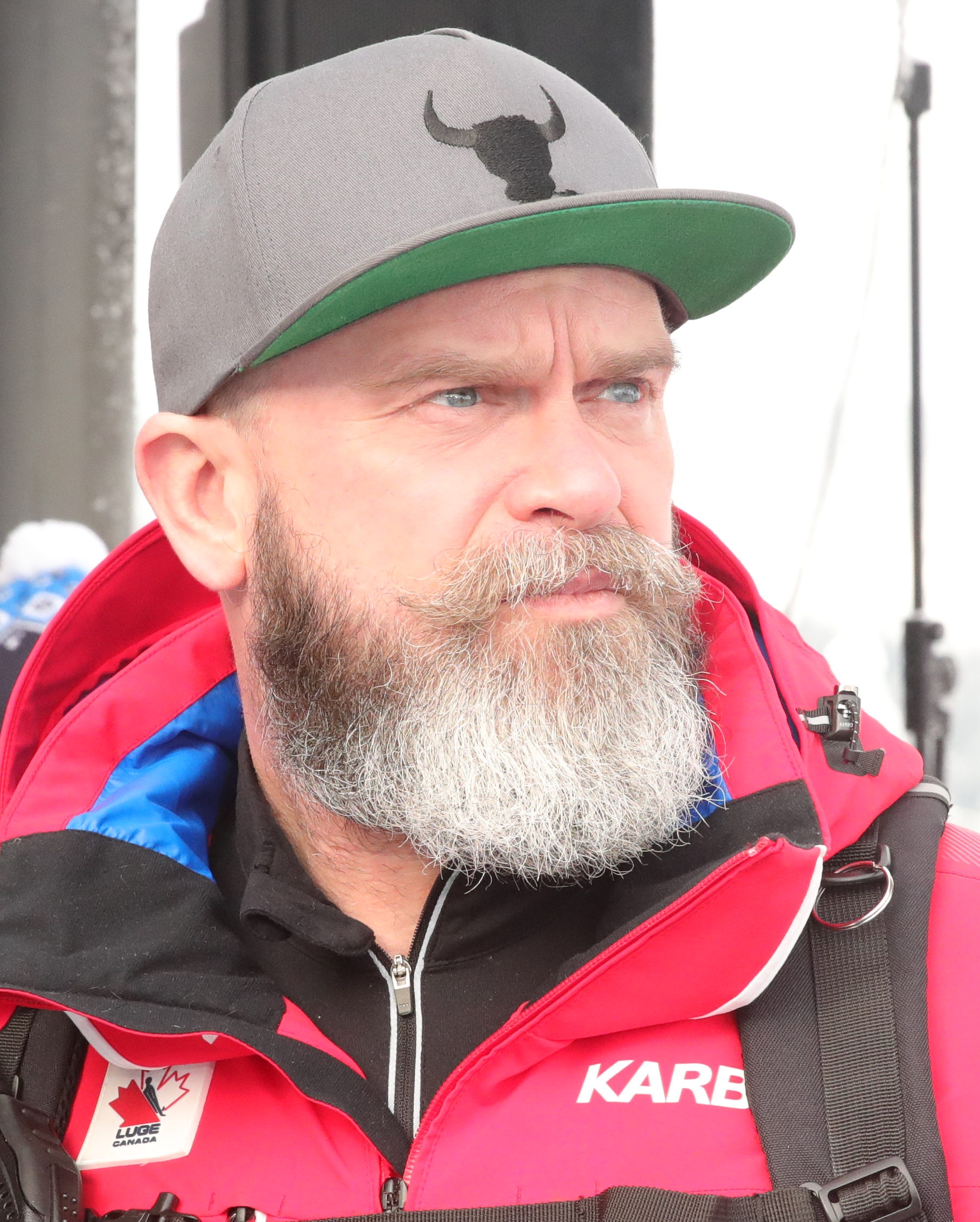
Robert Fegg (2023)

Robert Fegg (* 26. Oktober 1978 in Berchtesgaden) ist ein deutscher Rodeltrainer und früherer Rennrodler.
Fegg gehörte Ende der 1990er und zu Beginn der 2000er Jahre zur erweiterten Weltspitze in der Kategorie der Einsitzer im Rennrodelsport, stand aber meist im Schatten von Georg Hackl, Jens Müller und Karsten Albert. 1997 gewann der Sportsoldat der Bundeswehr vom WSV Königssee, der seit 1986 rodelte, die Goldmedaille im Einzel und mit der deutschen Mannschaft bei den Juniorenweltmeisterschaften. Im folgenden Jahr gewann er erneut Gold mit der Mannschaft und Silber im Einzel. Bei den Rennrodel-Weltmeisterschaften 1999 wurde er in Königssee Vierter im Einzel, nur 22 Tausendstel Sekunden hinter dem Gewinner der Bronzemedaille, Norbert Huber. Mit dem Team gewann er die Silbermedaille. Zwei Jahre später kam er in Calgary auf den fünften Platz im Einzel. Im Gesamtweltcup der Saison 2000/01 wurde er Zwölfter. Bei den Deutschen Meisterschaften wurde er 1999 Dritter, 2001 Vizemeister. Nach seiner aktiven Karriere wurde Fegg Trainer und war zwischen 2003 und 2010 einer der Nationaltrainer Kanadas. Von 2010 bis 2014 übernahm er die Verantwortung für die Entwicklung der Junioren-Nationalmannschaft als Juniorencheftrainer. Von 2014 bis 2018 war er neben Steffen Sartor Teil des Nationaltrainer-Teams von Südkorea, um die Südkoreaner auf die Olympischen Winterspiele 2018 in Pyeongchang vorzubereiten. Zur Saison 2018/19 wurde Fegg Cheftrainer der US-amerikanischen Rennrodeljunioren. Im Mai 2020 folgte er Bill Tavares auf der Position des Cheftrainers US-amerikanischen Rennrodelnationalteams nach. Zu April 2022 wurde er Cheftrainer des kanadischen Rennrodelnationalteams und folgte damit auf Wolfgang Staudinger.